# Sophie Dessus

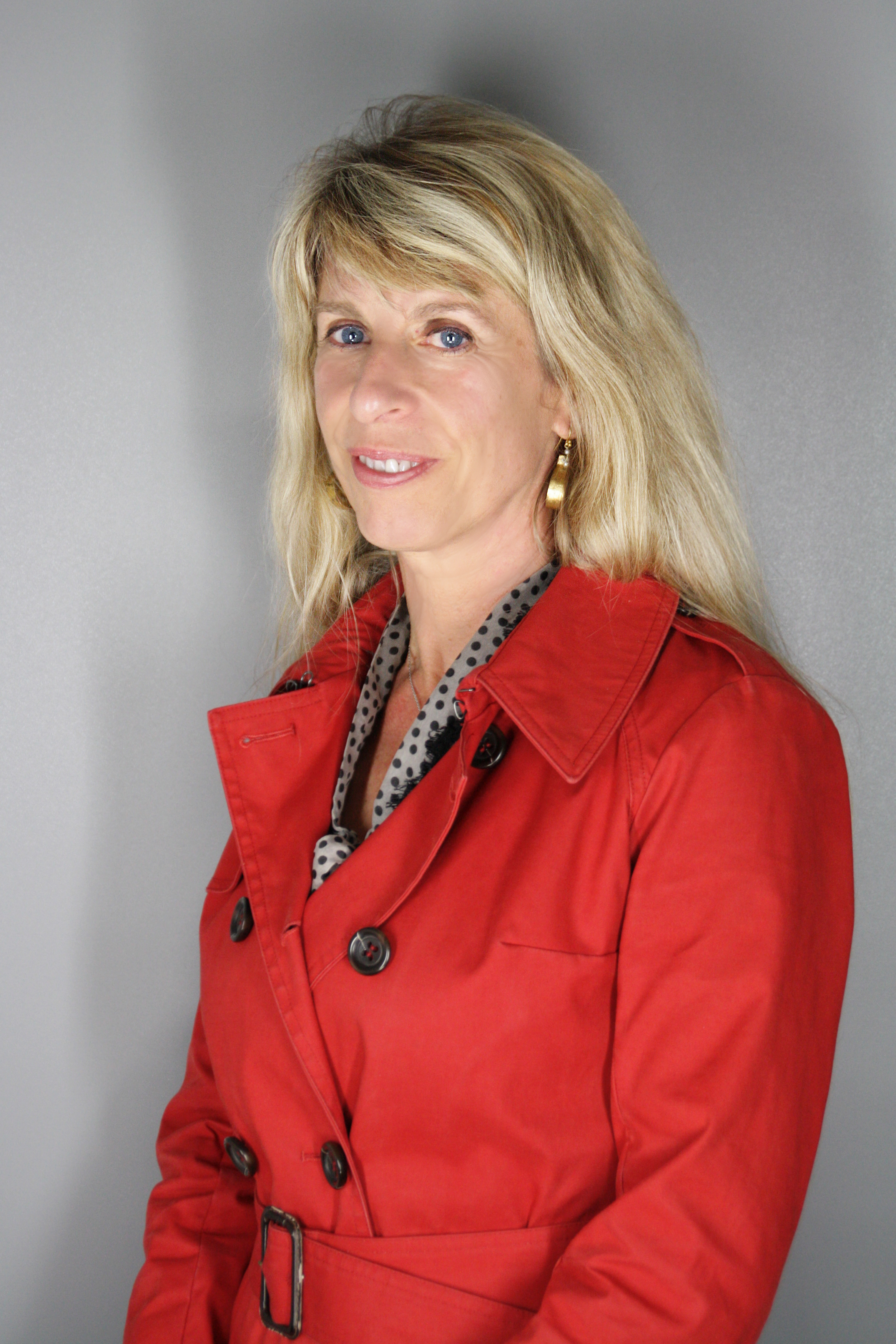
Dessus 2012

Sophie Dessus (* 24. September 1955 in Suresnes; † 3. März 2016 in Limoges) war eine französische Politikerin. Sie war von 2012 bis zu ihrem Tod Abgeordnete der Nationalversammlung.
Dessus wuchs in Paris auf, ging aber im Alter von 19 Jahren nach Uzerche, um dort als Landwirtin zu arbeiten. 1995 zog sie in den Gemeinderat von Uzerche ein und wurde 2001 zur Bürgermeisterin gewählt. 1998 zog sie zudem in den Generalrat des Départements Corrèze ein, zu dessen Vizepräsidentin sie 2008 wurde. Bei den Parlamentswahlen 2007 war sie Stellvertreterin der Sozialistin Martine Leclerc, die im dritten Wahlkreis des Départements Corrèze äußerst knapp an der Wahl scheiterte. 2012 wurde sie im ersten Wahlkreis mit 51,4 % zur Abgeordneten gewählt und beerbte damit François Hollande, der Staatspräsident geworden war.